# Fáscia (arquitetura)

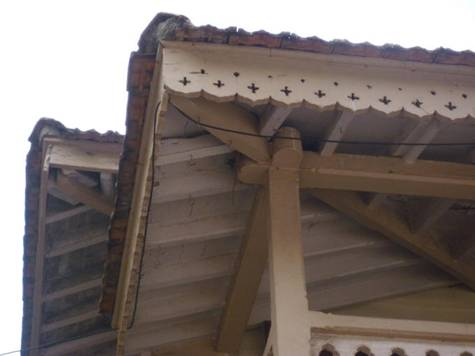
Detalhes arquitetônicos de um telhado em Khotachiwadi, Índia.

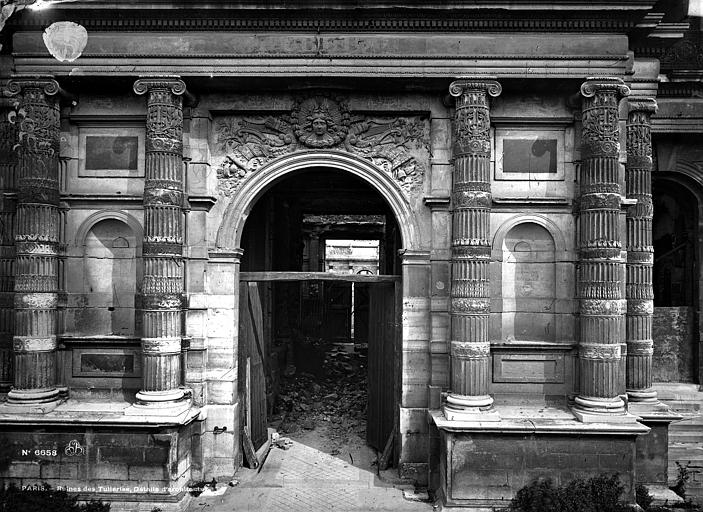
Banda de coluna é uma espécie de bossagem, que alguns arquitetos têem usado sobre colunas e pilastras, a que chamam coluna ou pilastra rústica; algumas vezes são essas bossagens unidas, como na ordem toscana do palácio do Luxemburgo; outras vezes são ornadas de escultura, como nas galerias do Louvre, em que aparecem as bossagens vermiculosas; ou enfim ornamentadas em baixo relevo nas diferentes bandas, como nos jónicos das Tulherias, e no portal de Santo Estevão do Monte em Paris. Estas bandas (fascia) são bordadas de um filete, ou outra moldura, em latim: zona.

Fáscia ou banda (grego: bandon, de onde vem o francês bande, e o italiano banda, inglês bendé) um termo arquitetônico para um friso vertical ou faixa sob uma borda do telhado, ou que forma a superfície externa de uma cornija, visível para um observador. A banda, é tudo o que está ligado por uma faixa; é uma moldura chata, comprida, e de pouca largura, como são as partes do arquitrave; é o mesmo a que Vitrúvio chama fáscia, faixa.
Tipicamente consistindo de uma tábua de madeira, PVC ou chapas metálicas não corrosivas, muitas das fáscias não domésticas feitas de pedra formam uma cornija entalhada ou estendida em qual caso o termo fáscia é raramente usado.
A palavra fáscia deriva do latim "fascia" que significa "banda, atadura, fita, faixa". O termo também é usado, embora menos comumente, para outras superfícies semelhantes a faixas, como uma faixa larga e plana ao redor de uma porta, diferente e separada da superfície da parede.
A "tábua de fáscia" horizontal que cobre a extremidade das vigas do lado de fora de um prédio pode ser usada para segurar a calha de chuva. A superfície acabada abaixo da fáscia e das vigas é chamada de intradorso ou beiral.
Na arquitetura clássica, a fáscia é a faixa larga e plana na parte inferior do entablamento, diretamente acima das colunas. A gota (guttae) ou borda de gotejamento era montada na fáscia na ordem dórica, abaixo do triglifo. O termo fáscia também pode se referir à faixa plana abaixo do cimácio.